# バークレイ (ブルーベリー)
バークレイ（Berkley）とは、ブルーベリーの品種の一つ。北部ハイブッシュ系に分類される。1932年、スタンリーとGS-149を交配親にして交配され、1938年に選抜された。

## 概要
成長は速く、樹勢も強い。シュートは急激に伸びる。花冠の大きく厚みがあり、開花時には稜の合間に深い溝を作る。成長の勢いは良いが適度な樹形に落ち着くことが多く、剪定などの必要性はあまりない。また枝の強度が堅いため、果房が肥大化しても枝が下垂することは少ない。果実も大粒で、ピンポン玉サイズまで肥大することもある。しかし、あまり果実が肥大しすぎると、果肉が柔らかい要素もあって、先端と末端と完熟期に差異が生ずる。この点はデメリットとして指摘されており、市場出荷より摘み取り園に適した品種と評価される。
果実は丸みが強く、ブルームが多い。酸味は少なく早摘みしても果実から酸っぱさを感じることは稀であるため、完熟の吟味にあまり気を使わなくても良い。栽培は容易であり、ブルーベリー栽培の初心者に向いた品種とされる。
品種改良の交配親としても利用され、バークレイを交配親にノースランド、ブルーヘブン、ブルージェイなどの品種が誕生していった。